# یاکریم مویه‌گر
یاکریم مویه‌گر، یاکریم سوگوار یا یاکریم بامدادی (نام علمی: Streptopelia decipiens) نام یک گونه از سرده یمام است.